# Muntanya de Pol
La Muntanya de Pol és una serra situada a cavall dels termes municipals de Moià i Collsuspina, a la comarca del Moianès. Té una elevació màxima de 1.032 metres.